# Agusta A.129 Mangusta
 (mars 2017).
Si vous disposez d'ouvrages ou d'articles de référence ou si vous connaissez des sites web de qualité traitant du thème abordé ici, merci de compléter l'article en donnant les références utiles à sa vérifiabilité et en les liant à la section « Notes et références ».
L'Agusta A.129 Mangusta est un hélicoptère d'attaque léger italien. Performant, il est parfois comparé aux premières versions de  l'AH-64 Apache américain.

## Origine
En 1978, le constructeur italien Agusta entreprit le développement d'un hélicoptère antichar pour répondre aux besoins de l'armée italienne et, comme les autres constructeurs européens, envisagea d'adapter un hélicoptère léger polyvalent, en l'occurrence l'A.109. Mais rapidement, il fallut se rendre compte que ce n'était pas possible, et une machine entièrement nouvelle fut mise à l'étude.
Premier hélicoptère spécifiquement conçu en Europe (hors URSS) pour des missions de combat, le Mangusta offre l'allure caractéristique des machines de ce type. C'est un biplace en tandem, faisant largement appel aux matériaux composites dans sa construction, le fuselage, large de 95 cm, pouvant résister à des projectiles de 12,7 mm et des déformations importantes. L'équipage est installé dans des sièges blindés résistants aux crashes Martin-Baker Helicopter Armored Crashworthy Seats Mark 1 (HACS 1), décalés en hauteur, tireur à l'avant et pilote à l'arrière, ce dernier disposant devant lui d'un angle de vue de 23° vers le bas. La verrière est composée de glaces plates, blindées et traitées antireflets. Reposant sur un train composé de deux éléments principaux et d'une roulette arrière, l'appareil est flanqué de courtes ailes, dont le dièdre peut varier de +3° à -12°, disposant chacune de 2 points d'emport pour les charges externes : missiles TOW, nacelles de roquettes, mitrailleuses de calibres 7.62 ou 12,7 mm, ou canon de 20 mm, la charge maximale étant de 1 200 kg. L'appareil est équipé de deux turbomoteurs Rolls-Royce Gem 2 Mk.1004D développant une puissance maximale au décollage de 1 035 ch, ou 890 ch en régime continu, produits sous licence par Piaggio avec la désignation RR1004, entraînant un rotor quadripale et un rotor bipale anticouple. Les pales du rotor principal sont en matériaux composites et la tête de rotor est équipée de roulements en élastomère ne nécessitant aucune lubrification.

## Les versions réalisées
- A.129 Mangusta : Le premier des 5 prototypes A-129 Mangusta effectua son premier vol le 15 septembre 1983, le 5e en mars 1986. Après des essais réussis, l'armée italienne commanda 66 appareils, commande ramenée à 60 exemplaires par la suite. Après des retards, dus essentiellement à des problèmes de mise au point des systèmes de visée des missiles, les cinq premiers appareils de série furent livrés en 1990. À partir de l'appareil de série no 16, un certain nombre de modifications furent apportées aux appareils de série : pales du rotor principal escamotables, réservoirs auxiliaires, éclairage de la planche de bord compatible avec des jumelles de vision nocturne, veille radar et lance-leurres. La production fut interrompue en 1992 après la livraison de seulement 45 appareils, l'armée italienne souhaitant réajuster ses besoins en fonction de la fin de la guerre froide, mais aussi de l'émergence de nouvelles tensions dans le monde ;

- A.129 International (ou AW-129) : Malgré l'échec du Tonal, Agusta poursuivit le développement du Mangusta, dans la perspective de ventes à l'exportation. Un prototype fut donc remotorisé en 1988 avec deux turbomoteurs LHTEC T800 de 1 200 ch (moteurs du défunt RAH-66 Comanche), une nouvelle transmission et un système FADEC. En 1992, le même appareil fut équipé d'une tourelle avant équipée d'une mitrailleuse Lucas de 12,7 mm. Ces essais aboutirent au premier vol, le 9 janvier 1995, de l'A.129 International, appareil équipé de deux turbomoteurs T800 et d'une tourelle avant OtoBreda équipée d'un canon triple tube de 20 mm Alenia Difesa TM-197B (General Electric Gatling M197 sous licence). L'A.129 International se distinguait aussi par son rotor à 5 pales, une capacité en carburant accrue, une nouvelle avionique et un cockpit modifié avec écrans multifonctions. Cet appareil pouvait recevoir des missiles antichars AGM-114L Hellfire ou des missiles air-air Stinger. L'A.129 a servi de base au T-129 ATAK ;

- A.129CBT Mangusta : Si l'A.129 International n'avait pas réussi à attirer des clients export, l'armée italienne avait constaté en Somalie que le Mangusta, conçu pour la lutte antichar, était inadapté aux opérations de maintien de l'ordre et de lutte antiguérilla. Elle transforma donc, en 1999, son option sur les 15 appareils A.129 restant à lui livrer en une commande ferme pour une nouvelle version de l'appareil, dite Combattimento (CBT), qui reprenait une partie des caractéristiques du modèle destiné à l'exportation : rotor à 5 pales, tourelle avant, avionique et utilisation possible de missiles Stinger ou Hellfire. La transmission renforcée était aussi adoptée mais la motorisation était inchangée. Le premier A.129CBT fut livré à l'armée italienne fin 2002. Entre-temps, un nouveau contrat avait été notifié en janvier 2002 à Agusta pour mise au standard des 41 appareils A.129 encore en service en A.129CBT ;

- T-129 ATAK: Le T-129 est une version de l'A.129 International développée sous transfert de technologie par Turkish Aerospace Industries, détentrice de tous les droits liés à la propriété intellectuelle, pour le compte de l'armée de terre turque. Plus long que l'A.129, le T-129 utilise surtout un nouveau turbomoteur LHTEC T800, initialement mis au point pour le défunt programme d'hélicoptère de reconnaissance armé RAH-66 Comanche. Le premier des cinq prototypes de cette version a effectué son premier vol le 28 septembre 2009[2],[3].

## Des projets sans suite
- A.129 LBH : Hélicoptère polyvalent utilitaire (en anglais : « Light Battlefield Helicopter »), devant transporter 8 hommes équipés en plus des deux pilotes. Ce projet, qui nécessitait de redessiner complètement le fuselage, fut abandonné au profit d'une machine plus ambitieuse, l'AgustaWestland AW139 ;
- A.129 Multi-Rôle
- A.129 Scout : Appareil de reconnaissance ;
- A.129 Shipboard : Projet de version navalisée, parfois désigné « Gannet », resté au niveau de la planche à dessins ;
- A129 Tonal : En 1986, les gouvernements britannique, italien, néerlandais et espagnol signèrent un accord de développement pour la réalisation d'une version améliorée de l'A.129, sous la désignation « Joint European Helicopter Tonal ». Ce nouvel appareil devait être plus puissant, avec un train escamotable et un armement renforcé. En 1990, les gouvernements britannique et néerlandais décidèrent cependant de commander des AH-64 Apache, entraînant l'abandon du programme Tonal. L'Espagne est devenue partenaire du programme Eurocopter EC-665 Tigre, tandis que l'Australian Army en faisait également l'acquisition, après avoir considéré l'A.129 International dans le cadre du programme AIR 87.

## Utilisateurs
- Italie : Participant à l'intervention de l'ONU en Somalie, l'Italie détacha quatre A.129 de fin 1992 au printemps 1994, puis quatre A.129 embarquèrent sur le porte-hélicoptères Garibaldi début 1995. Armés de missiles TOW et de conteneurs de roquettes non guidées de 81 mm, les Mangusta se révélèrent d'emploi facile dans un environnement rudimentaire. En 1997, les Mangusta furent également employés en Albanie dans le cadre de l'intervention de l'ONU pour mettre fin à la guerre civile. En 2000, six stationnent en Macédoine pour le compte de la Force pour le Kosovo, armés de mitrailleuses FN Herstal HMP-50 de 12,7 mm en conteneurs. Trois font partie du contingent italien de la Coalition militaire en Irak entre 2003 et 2006[4]. Six appareils ont été détachés en Afghanistan à partir de l'été 2007[5], puis vers 2014, année pendant laquelle l'AW.129 « Delta », doté de nouveaux équipements optroniques, canon de 20 mm et missiles air-sol Spike-ER, a effectué son baptême du feu[6],[7]. Quatre exemplaires sont déployés ensuite en Irak en 2016[8]. En 2018, son retrait du service est prévu d'ici 2026, son successeur est le projet Leonardo AW249 qui est effectué son premier vol le 12 août 2022[9],[10].

## Culture populaire
Le Mangusta apparaît dans le jeu World in Conflict, où il sert d'hélicoptère lourd à l'OTAN.
Le Mangusta apparaît également dans le jeu War Thunder.

## Galerie

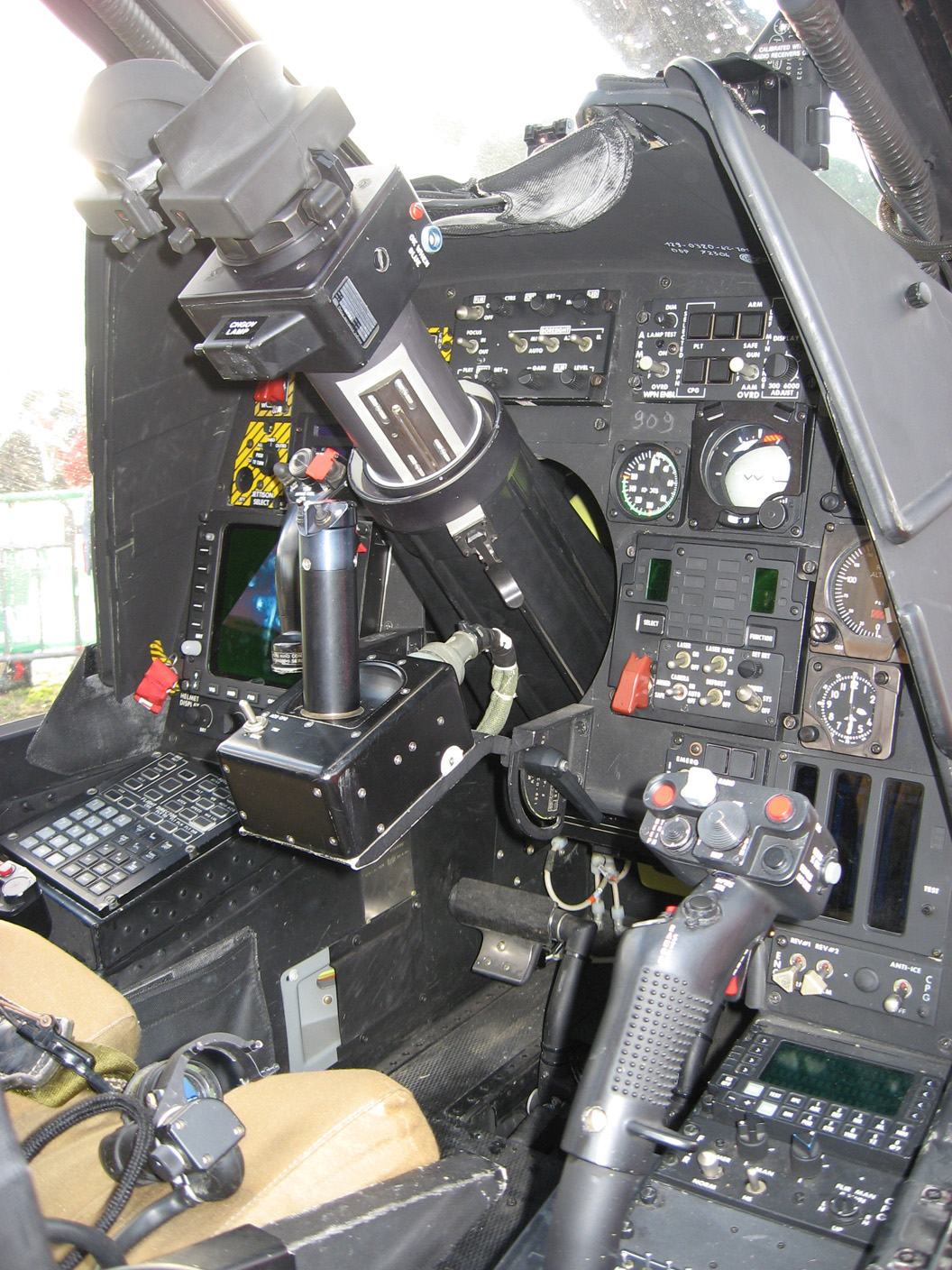
Cockpit de l'A.129.
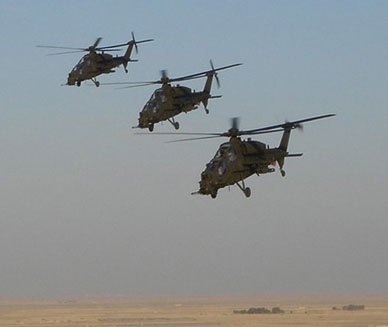
Trois Mangusta en Irak.
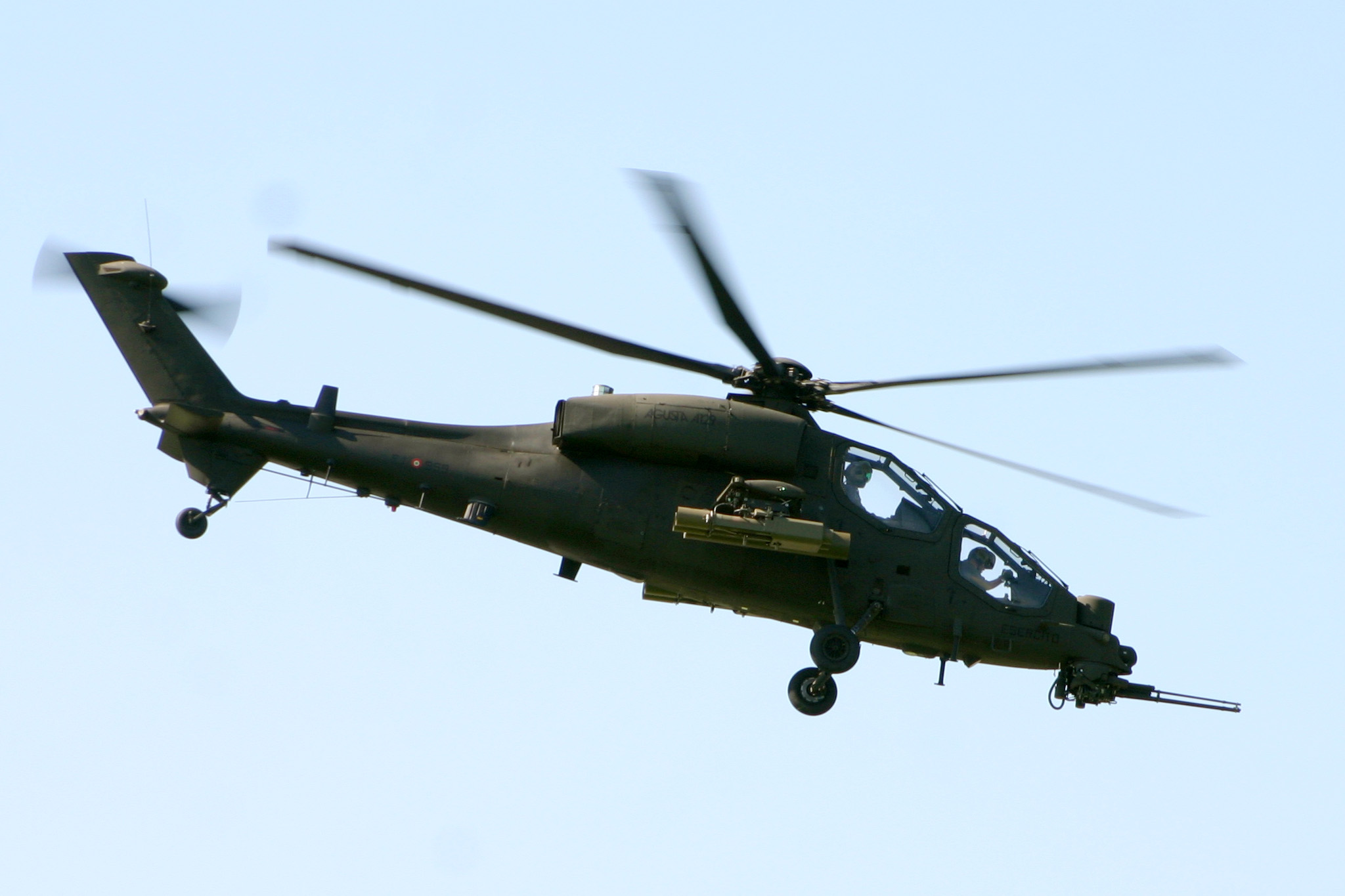
Mangusta en vol.
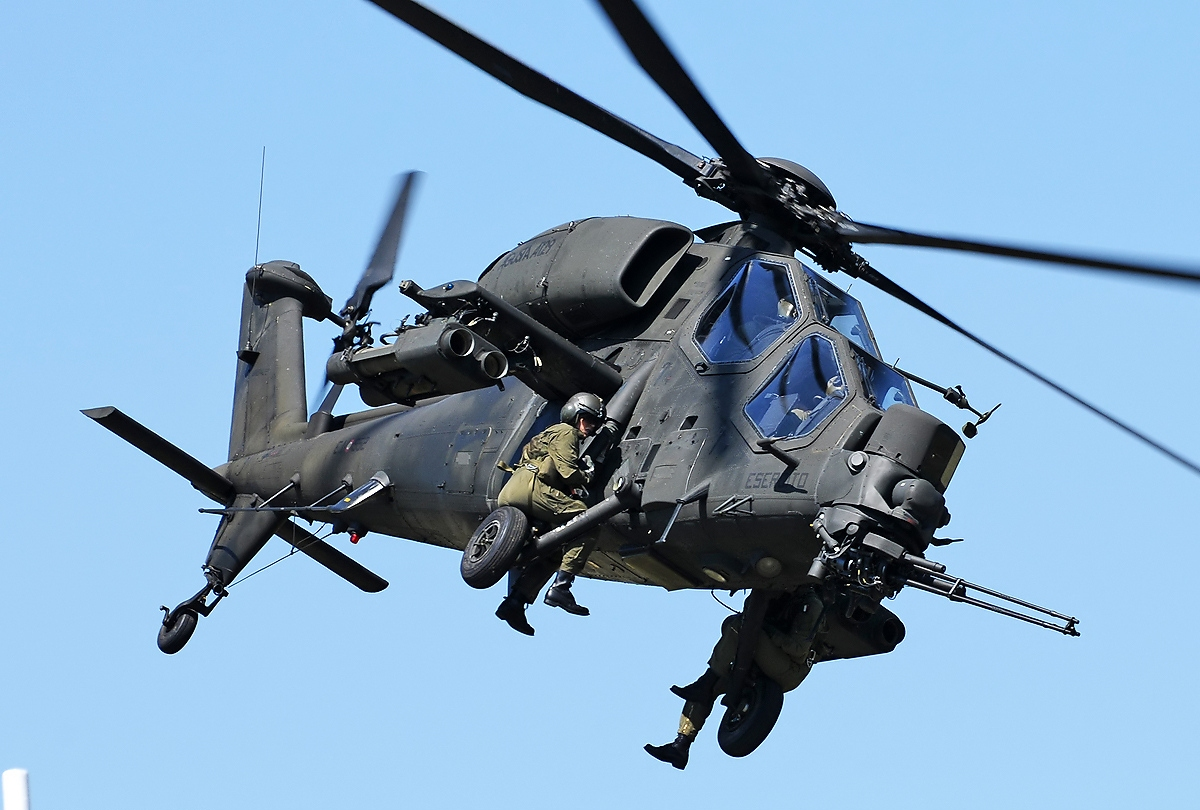
Mangusta en vol avec transport externe de deux soldats.